# 城妃美伶
城妃 美伶（しろき みれい、6月12日 - ）は、日本の女優。元宝塚歌劇団花組・星組の娘役スター。
東京都杉並区、雙葉中学校出身。身長162cm。愛称は「みれい」、「しろきみ」。

## 来歴
2009年、宝塚音楽学校入学。
2011年、宝塚歌劇団に97期生として入団。入団時の成績は3番。星組公演「ノバ・ボサ・ノバ／めぐり会いは再び」で初舞台。
2012年、組まわりを経て星組に配属。
2013年の「ロミオとジュリエット」で新人公演初ヒロイン。その後も5度に渡って新人公演ヒロインを務める。
2014年の「かもめ」でバウホール公演初ヒロイン。同年10月8日付で花組へと組替え。
2016年の「アイラブアインシュタイン」で、桜咲彩花とバウホール公演ダブルヒロイン。
2019年の「花より男子」（TBS赤坂ACTシアター公演）で、東上公演初ヒロイン。牧野つくし役を演じる。同年11月24日、明日海りお退団公演となる「A Fairy Tale／シャルム!」東京公演千秋楽をもって、宝塚歌劇団を退団。
2023年、アルゼンチン人のタンゴダンサーと結婚したことを自身のSNSで報告。

## 人物
4歳からクラシックバレエを習い、バレリーナを目指していた。
小学生の時、宙組公演「炎にくちづけを／ネオ・ヴォヤージュ」で宝塚を初観劇。その日のうちに宝塚に入ろうと決める。
5度に渡って新人公演ヒロインを務め、本公演でも重要な役どころを担うなど、美貌の娘役として活躍した。

## 宝塚歌劇団時代の主な舞台

### 初舞台
- 2011年4 - 5月、星組『ノバ・ボサ・ノバ』『めぐり会いは再び』（宝塚大劇場のみ）

### 組まわり
- 2011年6 - 9月、花組『ファントム』 - 団員女
- 2011年11 - 2012年2月、星組『オーシャンズ11』

### 星組時代
- 2012年5 - 8月、『ダンサ セレナータ』 - 新人公演：カロリーナ（本役：綺咲愛里）『Celebrity』
- 2012年9月、『ジャン・ルイ・ファージョン-王妃の調香師-』（バウホール・日本青年館） - ロザリー・ラ・モリエール
- 2012年11 - 2013年2月、『宝塚ジャポニズム〜序破急〜』『めぐり会いは再び2nd〜Star Bride〜』 - 新人公演：コレット（本役：早乙女わかば）『Étoile de TAKARAZUKA（エトワール ド タカラヅカ）』 - プティットアミ、新人公演：ヴァルゴファムA（本役：早乙女わかば）／エトワールフィーユS（本役：夢咲ねね）
- 2013年3 - 4月、『南太平洋』（ドラマシティ・日本青年館） - ジェローム／パメラ・ウィットモアー
- 2013年5 - 8月、『ロミオとジュリエット』 - 新人公演：ジュリエット（本役：夢咲ねね） 新人公演初ヒロイン[4][3]
- 2013年9 - 10月、柚希礼音スペシャル・ライブ『REON!!II』（東京国際フォーラム・博多座）
- 2014年1 - 3月、『眠らない男・ナポレオン-愛と栄光の涯（はて）に-』 - アンナ・パヴロヴナ、新人公演：マリー・ルイーズ（本役：綺咲愛里）
- 2014年5 - 6月、『かもめ』（バウホール） - ニーナ・ザレーチナヤ バウ初ヒロイン[3]
- 2014年7 - 10月、『The Lost Glory -美しき幻影-』 - 7歳のオットー、新人公演：ミラベル（本役：綺咲愛里）『パッショネイト宝塚!』

### 花組時代
- 2015年1月、『Ernest in Love』（東京国際フォーラム） - セシリイ・カデュー
- 2015年3 - 6月、『カリスタの海に抱かれて』 - シモーヌ、新人公演：アリシア・グランディー（本役：花乃まりあ）『宝塚幻想曲（タカラヅカ ファンタジア）』 新人公演ヒロイン[3]
- 2015年7 - 8月、『ベルサイユのばら-フェルゼンとマリー・アントワネット編-』 - ロザリー／小公女『宝塚幻想曲（タカラヅカ ファンタジア）』（梅田芸術劇場・台北国家戯劇院）
- 2015年10 - 12月、『新源氏物語』 - 雲井の雁、新人公演・代役：紫の上（本役：桜咲彩花）[注釈 1]『Melodia-熱く美しき旋律-』
- 2016年2 - 3月、『Ernest in Love』（梅田芸術劇場・中日劇場） - セシリイ・カデュー[注釈 2]／ロンドン市民・農民・メイド[注釈 2]
- 2016年4 - 7月、『ME AND MY GIRL』 - メイ・マイルズ、新人公演：サリー・スミス（本役：花乃まりあ） 新人公演ヒロイン[注釈 3][12]
- 2016年9月、『アイラブアインシュタイン』（バウホール） - エルザ バウWヒロイン[7]
- 2016年11 - 2017年2月、『雪華抄（せっかしょう）』『金色（こんじき）の砂漠』 - 後宮の女シュリヤ、新人公演：タルハーミネ（本役：花乃まりあ） 新人公演ヒロイン[13]
- 2017年3 - 4月、『仮面のロマネスク』 - セシル・ブランシャール『EXCITER!!2017』（全国ツアー）
- 2017年6 - 8月、『邪馬台国の風』 - イサカ、新人公演：フルヒ（本役：桜咲彩花）『Santé!!』
- 2017年10月、『はいからさんが通る』（ドラマシティ・日本青年館） - 北小路環
- 2018年1 - 3月、『ポーの一族』 - マーゴット、新人公演：シーラ・ポーツネル男爵夫人（本役：仙名彩世） 新人公演ヒロイン[14]、初エトワール
- 2018年5月、『Senhor CRUZEIRO（セニョール クルゼイロ）!』（バウホール） - ビアンカ
- 2018年7 - 10月、『MESSIAH（メサイア）-異聞・天草四郎-』 - 咲『BEAUTIFUL GARDEN-百花繚乱-』
- 2018年11 - 12月、『Delight Holiday』（舞浜アンフィシアター）
- 2019年2 - 4月、『CASANOVA』 - アンリエット
- 2019年6 - 7月、『花より男子』（TBS赤坂ACTシアター） - 牧野つくし 東上初ヒロイン[8][9]
- 2019年6月、『恋スルARENA』（横浜アリーナ）[注釈 4]
- 2019年8 - 11月、『A Fairy Tale -青い薔薇の精-』 - フローレンス・ウィールドン夫人『シャルム!』 退団公演[5]

### 出演イベント
- 2012年12月、タカラヅカスペシャル2012『ザ・スターズ!〜プレ・プレ・センテニアル〜』（コーラス）
- 2014年12月、タカラヅカスペシャル2014『Thank you for 100 years』
- 2016年12月、タカラヅカスペシャル2016『Music Succession to Next』
- 2017年12月、タカラヅカスペシャル2017『ジュテーム・レビュー-モン・パリ誕生90周年-』
- 2018年12月、タカラヅカスペシャル2018『Say! Hey! Show Up!!』

## 宝塚歌劇団退団後の主な活動

### 舞台
- 2021年11 - 12月、『GREASE』（シアタークリエ） - マーティ[15]
- 2022年5 - 6月、『るろうに剣心 京都編』（IHIステージアラウンド東京） - 高荷恵[16]
- 2022年12月、『イヴの時間』（博品館劇場）[17]
- 2023年10月、『Moon of Ruined Castle〜クランベリー・ムーン〜』（三越劇場）[18]
- 2025年7月、『Flores de Colores』（有楽町朝日ホール）[19]

## 受賞歴
- 2015年、『阪急すみれ会パンジー賞』 - 新人賞[20]